# Христос перед Каиафой
«Христос перед Каиафой» или «Христос перед первосвященником», — картина голландского художника Герарда ван Хонтхорста, написанная около 1617 года и хранящаяся в Лондонской национальной галерее.

## История
В 1610—1620 годах Герард ван Хонтхорст жил и работал в Риме. Художник Иоахим фон Сандрарт (ученик Хонтхорста) утверждает, что маркиз Винченцо Джустиниани заказал картину Хонтхорста для своей коллекции в римском дворце. Молодым художникам предлагалось внимательно изучить имеющиеся работы и создать новые. В коллекции Джустиниани была картина художника Луки Камбьязо, и Хонтхорст воспринял её сюжет и стиль так же, как и других итальянских мастеров, например Караваджо.

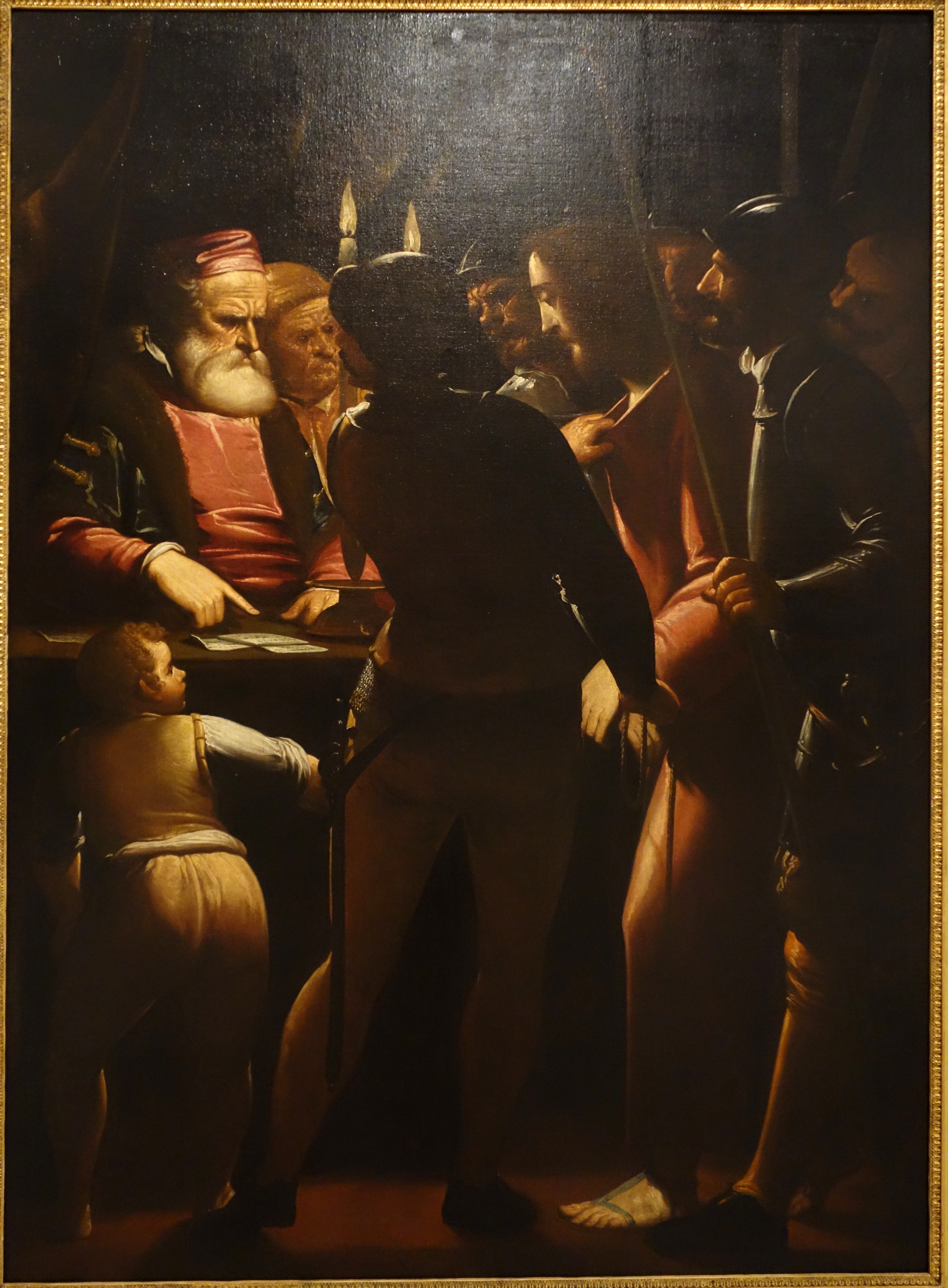
Христос перед Каиафой работы Луки Камбьязо, написанной около 1570 года, ныне хранится в Лигурийской академии изящных искусств в Генуе

С 1638 по 1804 гг. картина хранилась в собрании Винченцо Джустиниани в Риме, с 1804—1820 — в собрании Люсьена Бонапарта в Париже, с 1820—1840 в собрании герцогов Лукки, с 1840—1913 в частном собрании Кромарти Сазерленд-Левсон-Гоуэра в Великобритании, с 1922 года — в Лондонской Национальной галереи.

## Описание
На картине изображена сцена из канонических Евангелий, посвященная Страстям Христовым. После того как Христа схватили, его привели к первосвященнику Каиафе, где его ждали книжники и первосвященники.
Хонтхорст запечатлел момент, когда Каиафа задаёт последний вопрос обвиняемому. Лицо Иисуса выражает спокойствие и самообладание, которые, согласно свидетельству, он сохранял на протяжении всего процесса допроса. Сцена происходит ночью. На столе, в центре, горит свеча — единственный источник света. Она освещает книгу и лица двух действующих лиц: Иисуса и Каиафы. Каиафа сидит за столом, на котором лежит книга Моисеева закона, и обвиняюще указывает пальцем на Иисуса. Каиафа поддерживал то толкование Моисеева закона, которое якобы нарушил Иисус. На заднем плане, позади Христа и Каиафы, стоят фигуры других первосвященников. Они ожидают приговора, и их лица окутаны мраком, что усиливает напряжение.